# Oude Kriek Hanssens
Oude Kriek Hanssens is een Belgisch fruitbier op basis van lambiek.
Dit bier wordt geproduceerd in Geuzestekerij Hanssens Artisanaal te Dworp.
Het is een rood fruitbier met een alcoholpercentage van 6%.